# Пулфорд, Харви
Эрнест Харви Пулфорд (англ. Ernest Harvey Pulford; 22 апреля 1875, Торонто — 31 октября 1940, Оттава) — канадский спортсмен. Наибольших успехов добился как хоккейный защитник (многократный обладатель Кубка Стэнли с клубом «Оттава Силвер Севен»), гребец (чемпион Канады и США, полуфиналист международной Королевской регаты Хенли) и игрок в канадский футбол (четырёхкратный чемпион Канады с клубом «Оттава Раф Райдерс»). Один из первых членов Зала хоккейной славы (1945), член Зала спортивной славы Оттавы (1966) и Зала славы канадского спорта (2015).

## Спортивная карьера
Харви Пулфорд был универсальным спортсменом; его способности к спорту проявились рано, и уже в 13 лет он был признан лучшим спортсменом-многоборцем Образцовой школы Оттавы. В дальнейшем он стал одним из самых успешных спортсменов Канады первой половины XX века, уступая в этом отношении только Лайонелу Конахеру. Как игрок в канадский футбол Пулфорд в 1898—1900 годах трижды становился чемпионом Канады с клубом «Оттава Раф Райдерс», четвёртый национальный титул добавив в 1902 году; он выступал за эту команду в период с 1893 по 1909 год. В лакроссе Пулфорд сыграл важную роль в успехах команды «Оттава Кэпиталз» в конце XIX века, за период с 1893 по 1900 год четыре раза выиграв с ней национальное первенство. Между 1896 и 1898 годами он становился чемпионом Восточной Канады по боксу в полутяжёлом и тяжёлом весе.
В академической гребле Пулфорд как член Гребного клуба Оттавы с 1905 по 1912 год неоднократно выигрывал национальные первенства. В 1910 году его команда не знала поражений, завоевав звание чемпионов не только Канады, но и США, а на следующий год дошла до полуфинала престижной международной Королевской регаты Хенли, по ходу соревнований победив соперников из Англии и Бельгии. Пулфорд также успешно выступал на национальном уровне в гребле на байдарках и каноэ, представляя Лодочный клуб Британнии.
Наиболее заметных успехов в спорте Пулфорд добился как хоккейный защитник. С 1893 по 1908 год он выступал за оттавский хоккейный клуб, в начале XX века известный как «Силвер Севен», а в дальнейшем как «Сенаторз». Пулфорд, обычно мало проявлявший себя в нападении (свой первый гол за клуб он забросил только на седьмом году выступлений за Оттаву, а за всю карьеру отметился лишь восемью шайбами), был известен как своей жёсткой силовой игрой в защите, так и лидерскими качествами. На льду ему не хватало скорости, но он обладал превосходным чувством равновесия и цепкостью — шайбу у него практически невозможно было отобрать.
С 1901 года Пулфорд модифицировал свой стиль игры: если раньше, как большинство хоккейных защитников того времени, он, завладев шайбой, просто отбрасывал её подальше от ворот — часто к противоположному концу площадки (в настоящее время этот приём известен как проброс и правилами запрещается), то теперь он сам вёз её к воротам соперника. С 1902 по 1905 год он оставался капитаном оттавского клуба, в эти годы доминировавшего сначала в Канадской любительской хоккейной лиге (КЛХЛ), а затем в Федеральной любительской хоккейной лиге (FAHL) и многократно защищавшего звание обладателей Кубка Стэнли.
В первый раз оттавская команда завоевала Кубок Стэнли в серии из двух матчей против «Монреаль Викториас» в марте 1903 года (во второй игре победив со счётом 8:0) и до конца этого года успешно защищала его от претендентов из Рат-Портажа и Виннипега, а в начале 1904 года — из Торонто и Брандона (Манитоба). В серии против «Торонто Мальборос» Пулфорд забросил одну из своих немногих шайб в составе «Силвер Севен». В январе 1905 года Оттава — чемпионы Федеральной лиги — отстояла кубок в серии с командой Доусона (Юкон) с общим счётом 32:4 в двух играх, а через два месяца снова встретилась в поединке с хоккеистами из Рат-Портажа. Проиграв первую встречу, команда Пулфорда отыгралась во второй, а затем выиграла и третью, ставшую одним из лучших матчей в карьере капитана. Ещё дважды «Силвер Севен» защищали Кубок Стэнли в 1906 году — в сериях против команд Университета Куинс и Смитс-Фолса (Онтарио).
По окончании игровой карьеры в хоккее в 1908 году Пулфорд много лет оставался на льду как арбитр, в том числе в турнирах НХА и НХЛ, пока в 1921 году не устроился в страховую компанию, где и проработал до конца жизни. В 1920-е годы, через много лет после завершения выступлений в канадском футболе, хоккее и гребле, он проявил себя как игрок в сквош, выиграв чемпионаты Оттавы 1922 и 1923 годов.
Харви Пулфорд умер в 1940 году в возрасте 65 лет. Через пять лет, с основанием Хоккейного зала славы, Пулфорд стал одним из первых девяти игроков, включённых в его списки. В 1966 году он стал членом Зала спортивной славы Оттавы, а в 2015 году — Зала славы канадского спорта.

## Статистика выступлений (хоккей)
| 1893-94              | ХК Оттава            | AHAC                 | 6  | 0 | 0 | 0 | —  | 1  | 0 | 0 | 0 | —  |
| 1894-95              | ХК Оттава            | AHAC                 | 7  | 0 | 0 | 0 | —  | —  | — | — | — | —  |
| 1895-96              | ХК Оттава            | AHAC                 | 8  | 0 | 0 | 0 | —  | —  | — | — | — | —  |
| 1896-97              | ХК Оттава            | AHAC                 | 8  | 0 | 0 | 0 | —  | —  | — | — | — | —  |
| 1897-98              | ХК Оттава            | AHAC                 | 7  | 0 | 0 | 0 | —  | —  | — | — | — | —  |
| 1898-99              | ХК Оттава            | КЛХЛ                 | 5  | 0 | 0 | 0 | —  | —  | — | — | — | —  |
| 1899-1900            | ХК Оттава            | КЛХЛ                 | 6  | 1 | 0 | 1 | —  | —  | — | — | — | —  |
| 1899-00              | Оттава Абердинс      | КЛХЛ-М               | 1  | 0 | 0 | 0 | —  | —  | — | — | — | —  |
| 1900-01              | ХК Оттава            | КЛХЛ                 | 5  | 0 | 0 | 0 | —  | —  | — | — | — | —  |
| 1902-03              | Оттава Силвер Севен  | КЛХЛ                 | 7  | 0 | 0 | 0 | 15 | 2  | 0 | 0 | 0 | 6  |
| 1902-03              | Оттава Силвер Севен  | Кубок Стэнли         | —  | — | — | — | —  | 2  | 0 | 0 | 0 | 3  |
| 1903-04              | Оттава Силвер Севен  | КЛХЛ                 | 2  | 0 | 0 | 0 | 3  | —  | — | — | — | —  |
| 1903-04              | Оттава Силвер Севен  | Кубок Стэнли         | —  | — | — | — | —  | 7  | 1 | 0 | 1 | 12 |
| 1904-05              | Оттава Силвер Севен  | FAHL                 | 6  | 1 | 0 | 1 | 6  | —  | — | — | — | —  |
| 1904-05              | Оттава Силвер Севен  | Кубок Стэнли         | —  | — | — | — | —  | 4  | 0 | 0 | 0 | 6  |
| 1905-06              | Оттава Силвер Севен  | ECAHA                | 10 | 3 | 0 | 3 | 27 | 2  | 0 | 0 | 0 | 12 |
| 1905-06              | Оттава Силвер Севен  | Кубок Стэнли         | —  | — | — | — | —  | 4  | 1 | 0 | 1 | 24 |
| 1906-07              | Оттава Силвер Севен  | ECAHA                | 10 | 0 | 0 | 0 | 31 | —  | — | — | — | —  |
| 1907-08              | Оттава Силвер Севен  | ECAHA                | 9  | 1 | 0 | 1 | 32 | —  | — | — | — | —  |
| Итого в AHAC         | Итого в AHAC         | Итого в AHAC         | 36 | 0 | 0 | 0 | —  | 1  | 0 | 0 | 0 | —  |
| Итого в КЛХЛ         | Итого в КЛХЛ         | Итого в КЛХЛ         | 25 | 1 | 0 | 1 | 18 | 2  | 0 | 0 | 0 | 6  |
| Итого в FAHL         | Итого в FAHL         | Итого в FAHL         | 6  | 1 | 0 | 1 | 6  | —  | — | — | — | —  |
| Итого в ECAHA        | Итого в ECAHA        | Итого в ECAHA        | 29 | 4 | 0 | 4 | 90 | 2  | 0 | 0 | 0 | 12 |
| Итого в Кубке Стэнли | Итого в Кубке Стэнли | Итого в Кубке Стэнли | —  | — | — | — | —  | 17 | 2 | 0 | 2 | 45 |